# کیهان برزگر
کیهان برزگر اندیشمند روابط بین‌الملل و استراتژیست سیاسی است.
وی استاد تمام و مدیر گروه علوم سیاسی و روابط بین‌الملل دانشگاه آزاد اسلامی واحد علوم و تحقیقات تهران است. برزگر برای آثارش در زمینه سیاست خارجی ایران شناخته شده‌ است.

## فعالیت‌ها
برزگر استاد روابط بین‌الملل در واحد علوم و تحقیقات دانشگاه آزاد اسلامی و مدیر گروه علوم سیاسی و روابط بین‌الملل در این دانشگاه از سال ۱۳۹۲ است. وی تحصیلات خود را تا مقطع دکتری در ایران به پایان رساند و در طی سال‌های ۱۳۸۰–۱۳۸۲ برای دوره فوق دکتری به مدرسه اقتصاد و سیاست لندن (انگلستان) رفت. بین سال‌های ۱۳۸۶–۱۳۸۸ به عنوان پژوهشگر و استاد مهمان و مقیم به مدرسه حکومت کندی دانشگاه هاروارد (آمریکا) دعوت شد و این عنوان را تا سال ۱۳۹۰ به عنوان پژوهشگر غیرمقیم حفظ کرد. از سال ۱۳۹۰ تا ۱۳۹۳ هم به عنوان پژوهشگر غیر مقیم در «برنامه امنیت بین‌المللی دانشگاه ام.آی. تی» (آمریکا) مشارکت داشت.
برزگر در کنفرانس‌های بین‌المللی، سمینارهای اندیشکده‌ها و دانشگاه‌های جهان مشارکت و سخنرانی کرده‌است. او در فصلنامه‌ها و مجلات پژوهشی بین‌المللی (همچون فارن آفرز، واشینگتن کوآرترلی، میدل ایست پالسی، نیوزویک، بولتن دانشمندان اتمی، مجله سیاست جهانی و غیره) و در قالب فصول کتب تدوینی انگلیسی منتشر شده‌است.
برزگر همچنین برخی مقالات علمی خود را در فصلنامه‌ها و رسانه‌های داخلی همچون مطالعات راهبردی، رهیافت‌های سیاسی و بین‌المللی، پژوهش‌های سیاسی-بین‌المللی، سیاست جهانی، مطالعات اورآسیای مرکزی، فصلنامه سیاست خارجی و غیره منتشر کرده و ستون‌نویسِ حوزه سیاست خارجی در روزنامه‌ها و وب‌سایت‌های فارسی و انگلیسی (همچون تابناک، خبرانلاین، فارس نیوز، روزنامه‌های شرق، اعتماد، ایران، خراسان، دنیای اقتصاد، المانیتور، شورای اتلانتیک، میدل ایست آی، فارن افرز، فارن پالسی و غیره) است. او همچنین سردبیر چندین مجله علمی و سیاسی-تحلیلی (از جمله مجله انگلیسی دیسکورس)، مجله حقوق و سیاست واحد علوم و تحقیقات (۱۳۸۲–۱۳۸۴)، مجله دیپلمات و غیره، عضو و بنیانگذار انجمن‌های علمی (همچون انجمن‌های علوم سیاسی و انجمن ایرانی روابط بین‌الملل)، رئیس شورای علمی و سیاستگذاری (همچون فصلنامه مطالعات خاورمیانه و فصلنامه مطالعات منطقه‌ای) و عضو هیئت تحریریه چندین فصلنامه علمی داخلی و بین‌المللی بوده‌است.
برزگر بعد از بازگشت از دانشگاه هاروارد، ریاست مرکز مطالعات استراتژیک خاورمیانه را به مدت ۱۰ سال (تا پائیز ۱۳۹۸) بر عهده داشت. از مهمترین اقدامات وی در این مدت ریاست، راه‌اندازی دوره‌های آموزشی-پژوهشی پیشا و پسادکتری بود که بر مبنای آن بسیاری از دانش‌آموختگان رشته‌های علوم سیاسی و روابط بین‌الملل به سمت پژوهش‌های کاربردی با تمرکز بر رویکردهای ملی سوق یافته که بسیاری از آنها اکنون اعضای هیئت علمی دانشگاه‌های ایرانی، به ویژه در واحدهای مختلف دانشگاه آزاد اسلامی هستند. وی تاکنون ۹ کتاب تألیف و مقالات متعدد علمی به زبان فارسی و انگلیسی در موضوعات مطالعات سیاست خارجی ایران، مطالعات منطقه‌ای و استراتژیک در حوزه رشته روابط بین‌الملل منتشر کرده‌است. آخرین کتاب‌های او «سیاست منطقه‌ای ایران در بستر زمان» (انتشارات مرکز مطالعات خاورمیانه، تابستان ۱۳۹۸) و 
«سیاست خارجی ایران در خاورمیانه» (انتشارات وزارت امور خارجه: بهار ۱۳۹۵ چاپ سوم) هستند.
برزگر از طرفداران رویکرد «خاص‌گرایی» و «منطقه‌گرایی» در روابط بین‌الملل است و موفقیت سیاست خارجی ایران و ملاک توسعه و پیشرفت کشور را در قالب ادغام سیاسی-امنیتی و اقتصادی در حوزه همسایگی و در منطقه بزرگتر غرب آسیا و تمرکز بر رویکرد «چندجانبه گرایی منطقه ای»، با تکیه بر گفتمان «تعامل فعال و متوازن» در عرصه منطقه‌ای و جهانی می‌داند. راهبرد «ایران قوی از درون» از سوی برزگر در مقاله‌ای با عنوان «رویکرد سیاست خارجی ایران در توازن قوای منطقه‌ای» در فصلنامه مطالعات راهبردی (زمستان ۱۳۹۷) منتشر شد. برزگر هم‌اکنون مشاور ارشد دانشگاهی دفتر مطالعات سیاسی و بین‌المللی وزارت امورخارجه است.

## آثار
- تحولات عربی، ایران و خاورمیانه، تهیه و تدوین کیهان برزگر، تهران: مرکز پژوهشهای علمی و مطالعات استراتژیک خاورمیانه‏‫، ۱۳۹۲. ‬
- ایران، عراق جدید و نظام سیاسی - امنیتی خلیج فارس، کیهان برزگر، تهران: دانشگاه آزاد اسلامی، معاونت پژوهشی، دفتر گسترش تولید علم: مجمع تشخیص مصلحت نظام، مرکز تحقیقات استراتژیک، ‏‫‏۱۳۸۷
- سیاست منطقه‌ای ایران در بستر زمان‏‫، کیهان برزگر، تهران: مرکز پژوهشهای علمی و مطالعات استراتژیک خاورمیانه‏‫، ۱۳۹۸
- نقش «اخلاق» در پیشبرد سیاست خارجی آمریکا‮‬‏‫: روسای جمهور و سیاست خارجی از روزولت تا ترامپ‮‬‏‫، جوزف اس. نای‮‬‏‫، ترجمه کیهان برزگر و مریم پاشنگ‮‬، تهران: وزارت امورخارجه، اداره چاپ و انتشارات‏‫، ۱۳۹۹
- ایران و نظام بین‌الملل، انتشارات نیروی انتظامی ایران، ۱۳۸۲
- سیاست خارجی جمهوری اسلامی ایران در خاورمیانه: بین حوادث ۱۱ سپتامبر ۲۰۰۱ و تحولات عربی ۲۰۱۱، ناشر: وزارت امور خارجه، ۱۳۹۵
- جمهوری اسلامی ایران، مسائل خاورمیانه و مذاکرات هسته‌ای (به همراه فنون نگارش مقالات کوتاه)، ناشر: مرکز پژوهشهای علمی و مطالعات استراتژیک خاورمیانه، ۱۳۹۴
- سیاست خارجی ایران در عراق جدید، ناشر: مرکز تحقیقات استراتژیک مجمع تشخیص مصلحت نظام، ۱۳۸۵
- مجموعه مقالات همایش دیپلماسی هسته‌ای: هشتمین همایش سالانه انجمن علوم سیاسی ایران، به‌کوشش کیهان برزگر و علی اسمعیلی‌اردکانی، ناشر: دانشگاه علامه طباطبایی، ۱۳۹۶